# 高田夏帆
高田夏帆（日语：／ Takada Kaho；1996年5月31日—）是日本女演員、模特兒，出身自東京都，尾木製作旗下藝人。

## 作品列表

### 電視劇
- 水手服殭屍 第1話（2014年4月19日，東京電視台）：飾演 佐佐木
- GTO（2014年7月8日－9月16日，關西電視台・富士電視台）：飾演 平野楓
- 好想吃什錦麵 第1話 - 第4話（2015年5月30日－6月20日，NHK綜合台）
- 表參道高校合唱部！（2015年7月17日－9月25日，TBS）：飾演 渡邊玲奈
- 大姊當家（2016年4月11日・12日・23日，NHK）
- 幪面超人Build（2017年9月3日－2018年8月26日，朝日電視台）：飾演 石動美空，女主角
- 一定要戀愛更勝喜歡嗎？（2019年4月3日－9月21日，中國放送）：飾演 ，主演
- 狙擊手時村正義的勞動法改革（2020年3月13日－3月27日，CBC電視台）：飾演 ，主演
- 科搜研之女 第20季第1集（2020年10月22日，朝日電視台）：飾演 野田由香
- 凜子小姐想試愛（2021年10月19日－12月7日，朝日電視台）：飾演 雨樹凛子，主演
- 心胸咚咚（2022年4月22日－5月16日・6月28日・8月12日・9月28日－30日，NHK）：飾演 前田早苗
- 屍活師 女王的法醫學3（2023年7月3日，東京電視台）：飾演 內藤沙也加

### 電影
- 青春後空翻（2017年3月11日）：飾演 播報員
- 幪面超人系列：飾演 石動美空
  - 幪面超人平成 GENERATIONS FINAL BUILD & EX-AID with 傳說幪面超人（2017年12月9日）
  - 劇場版 幪面超人Build Be The One（2018年8月4日）
  - 幪面超人平成 Generations Forever（2018年12月22日）

## 外部連結
- 經紀公司個人資料頁面（日語）
- 高田夏帆的Instagram帳戶（日語）
- 高田夏帆的X（前Twitter）（日語）